# Кухардт
Кухардт (њем. Kuhardt) општина је у њемачкој савезној држави Рајна-Палатинат. Једно је од 31 општинског средишта округа Гермерсхајм. Према процјени из 2010. у општини је живјело 1.924 становника. Посједује регионалну шифру (AGS) 7334015.

## Географски и демографски подаци
Кухардт се налази у савезној држави Рајна-Палатинат у округу Гермерсхајм. Општина се налази на надморској висини од 110 метара. Површина општине износи 4,9 km². У самом мјесту је, према процјени из 2010. године, живјело 1.924 становника. Просјечна густина становништва износи 394 становника/km².